# Chiesa di San Giusto di Brancoli
La chiesa di San Giusto di Brancoli dà il nome all'omonima frazione collinare di Lucca, anche se la parrocchia copre un territorio più ampio: la bassa Brancoleria, Vinchiana e la zona  industriale del Piaggione.

## Storia e descrizione
La titolazione completa della parrocchia è ai santi Giusto, Andrea e Lorenzo. Le origini della chiesa sono romaniche, e venne ampliata due volte, nel 1620 e nel 1844. Tra le opere d'arte più importanti della chiesa ci sono un tabernacolo dell'ambito di Matteo Civitali e una cantoria seicentesca.